# Romane Serda
Romane Serda (París, 1971) és una cantant i actriu francesa.

## Biografia
Romane Serda va créixer a la Droma abans de continuar els seus estudis a Montpeller. Allà entrà en contacte amb el món de l'entreteniment mentre treballava a l'estació local d’Europe 2. Després va anar a París per treballar a la sucursal parisenca d'aquesta xarxa.
A principis de la dècada de 1990 va actuar en diverses comèdies de situació (Salut les Musclés i L'Annexe). Després va marxar a Londres, on va crear el seu grup de música i va tocar a bars abans de tornar a França el 2002.

## Carrera
El seu primer àlbum, produït pel cantant Renaud i dirigit i arranjat per Franck Eulry, es va publicar el novembre del 2004. Va ser nominada als Victoires de la musique el 2005 en la categoria "Àlbum revelació de l'any". El primer senzill, Mon envers de moi, es va publicar el novembre del 2004, seguit al març del 2005 pel duo amb Renaud titulat Anaïs Nin. El seu segon àlbum, Après la pluie, es va publicar el dia del seu aniversari, el 26 de febrer de 2007, amb lletra de Renaud i música d'ella. El 2011 va publicar el seu tercer àlbum, Ailleurs, on participà en la composició de deu temes, i en la producció artística i tècnica de so en cinc cançons El quart àlbum, Pour te plaire, va sortir el març de 2018.

## Vida privada
El 1999 va conèixer el cantant Renaud a la Closerie des Lilas, un local del barri de Montparnasse, a París, i el va ajudar a sortir de l’alcohol del qual havia estat addicte durant set anys. Després d'un fals casament a Las Vegas, es van casar el 5 d'agost de 2005 a l'Ajuntament de Chastelnòu de Bordeta, a Droma.
D'aquest matrimoni va néixer el seu únic fill, anomenat Malone, el 14 de juliol de 2006. Romane i Renaud es van divorciar el 23 de setembre de 2011.
El 2020 va publicar un llibre autobiogràfic, À la vie, à l'amour, en què va revelar que va ser violada quan només tenia 9 anys i que de jove també va ser víctima de violència conjugal en una relació de parella.

## Discografia
- 2004: Romane Serda
- 2007: Aprés la pluie
- 2011: Ailleurs
- 2018: Pour te plaire

## Filmografia
- 1993: Salut Les Musclés: Caroline (3 episodis)
- 1993: L’annexe: Marie (38 episodis)
- 1998: This Could Be the Last Time (telefilm per a la BBC)
- 2000: Sydney Fox, l'aventurer (un episodi)[1]

## Llibres
- 2020: À la vie, à l'amour (Harpercollins France)